# Астрагал (рід)

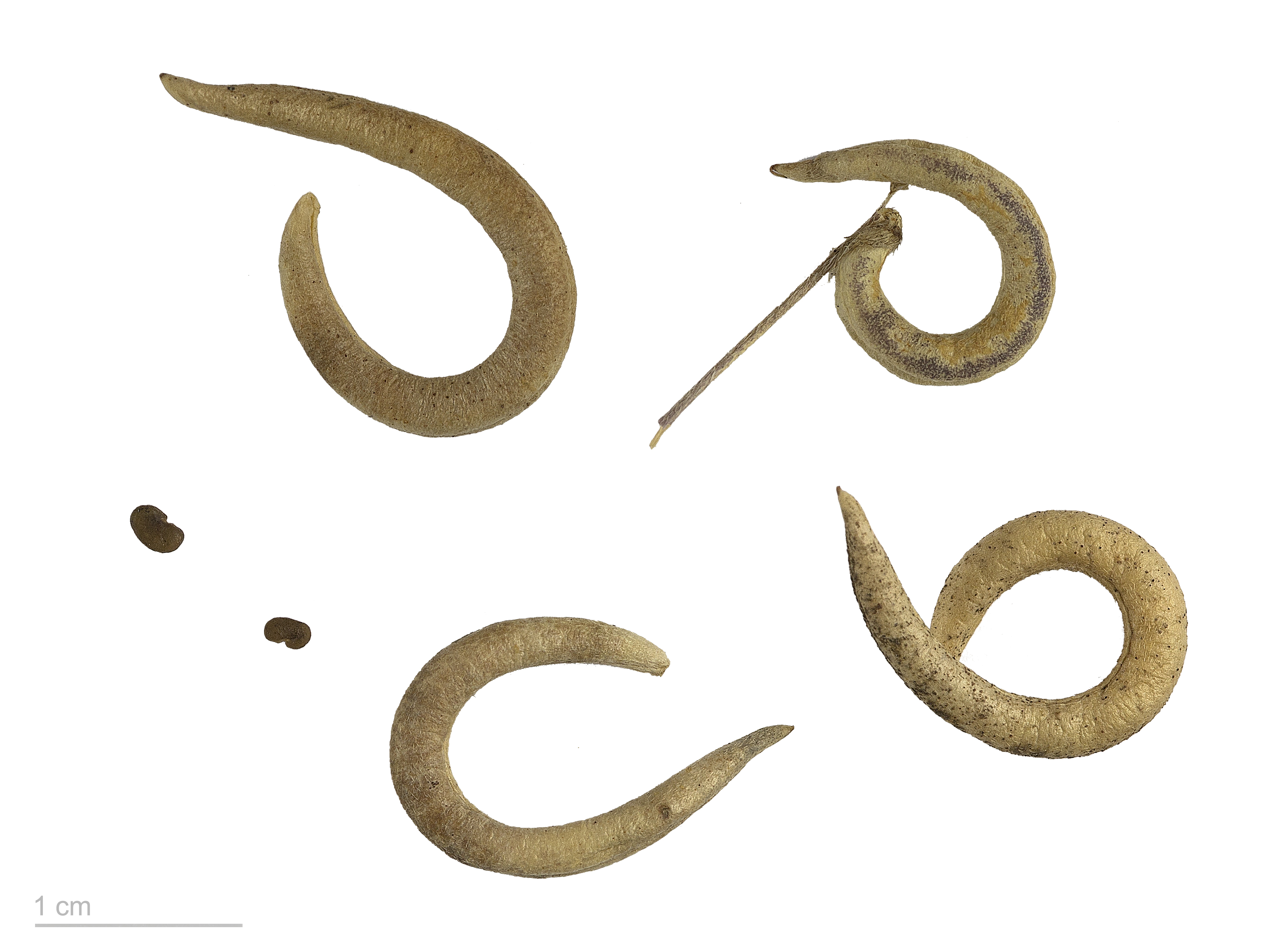
Astragalus hamosus — Тулузький музей

Астрага́л (Astragalus) — рід однорічних і багаторічних трав'янистих рослин, рідше напівкущів і кущів родини бобових. Зростають у Євразії, Африці, Америці.

## Морфологічна характеристика
Рослини голі або волохаті, часто зрідка колючі, часто з дрібними майже сидячими залозками. Листки парноперисті або непарноперисті; прилистки зелені або плівчасті. Квітки зібрані в китиці, сидячі або на квітконіжці, нещільні або густі, від кількох до багатьох квіток. Квіти майже сидячі або з чітко вираженою квітконіжкою; іноді присутні приквітки. Чашечка дзвоникоподібна до трубчастої, з 5 рівними або нерівними зубцями, переважно ворсистими з внутрішньої сторони, іноді роздуті при плодах. Пелюстки голі або, рідко, волохаті. Плоди — боби, дуже мінливі. Насіння прямокутно-ниркоподібне.

## Поширення
Відомо понад 3000 видів, поширених здебільшого в Північній півкулі (переважна більшість в Передній і Середній Азії), деякі види зростають у тропічних африканських горах, приблизно 500 видів поширені у Новому Світі: від Канади до Гондурасу й від Еквадору до півдня Південної Америки; в Австралії — інтродукований; в Україні — приблизно 40 видів:
1. Astragalus albicaulis DC. — астрагал білостеблий
2. Astragalus arenarius L. — астрагал пісковий
3. Astragalus arnacantha Bieb. — астрагал колючкуватий
4. Astragalus asper Jacq. — астрагал шорсткий
5. Astragalus australis Lam. — астрагал південний
6. Astragalus austriacus Jacq. — астрагал австрійський
7. Astragalus cicer L. — астрагал нутовий
8. Astragalus contortuplicatus L. — астрагал скручений
9. Astragalus corniculatus Bieb. — астрагал ріжкуватий
10. Astragalus cornutus Pall. — астрагал рогоплодий
11. Astragalus danicus Retz. — астрагал данський
12. Astragalus dasyanthus Pall. — астрагал волохатоцвітий
13. Astragalus dolichophyllus Pall. — астрагал довголистий
14. Astragalus exscapus L. — астрагал безстеблий
15. Astragalus filiformis (DC.) Poir.
16. Astragalus galegiformis L. — астрагал козлятникоподібний
17. Astragalus glycyphylloides DC. — астрагал солодколистоподібний
18. Astragalus glycyphyllos L. — астрагал солодколистий
19. Astragalus guttatus Banks & Sol. (syn. Astragalus striatellus Pall. ex Bieb.)
20. Astragalus hamosus L. — астрагал гачкуватий
21. Astragalus henningii Boriss. — астрагал Геннінґа
22. Astragalus monspessulanus L. — астрагал французький
23. Astragalus macropus Bunge (syn. Astragalus olgianus Krytzka)
24. Astragalus onobrychis L. — астрагал еспарцетний
25. Astragalus oxyglottis Steven ex Bieb. — астрагал гостроплодий
26. Astragalus pallescens Bieb. — астрагал блідий
27. Astragalus physodes L. — астрагал міхурчастий
28. Astragalus ponticus Pall. — астрагал причорноморський
29. Astragalus reduncus Pall. — астрагал зігнутий
30. Astragalus rupifragus Pall. — астрагал каменеломний
31. Astragalus setosulus Gontsch. — астрагал щетинястий
32. Astragalus sinaicus Boiss. — астрагал синайський
33. Astragalus subuliformis DC. — астрагал шилуватий
34. Astragalus sulcatus L. (у т. ч. Astragalus tauricus Pall.) — астрагал борознистий
35. Astragalus tanaiticus K.Koch — астрагал донський
36. Astragalus testiculatus Pall. — астрагал яйцеплодий
37. Astragalus ucrainicus M.Popov & Klokov [≈Astragalus subuliformis DC.] — астрагал український
38. Astragalus utriger Pall. — астрагал міхурцевий
39. Astragalus varius S.G.Gmelin — астрагал мінливий
40. Astragalus vesicarius L. — астрагал пухирчастий
41. Astragalus zingeri Korsh. — астрагал Цингера

У Криму, переважно на сухих схилах, осипах і балках, зустрічаються астрагал понтійський (Astragalus ponticus Pall.) та Astragalus sulcatus L. (syn. Astragalus tauricus Pall.), які можуть бути використані для зміцнення та декорування сухих схилів.

## Використання
Серед астрагалу є цінні кормові рослини, деякі запроваджені в культуру.
Велике значення мають посухостійкі види. Кормова якість багатьох видів астрагалу ще не вивчена.